# Melanargia atthis
Melanargia atthis är en fjärilsart som beskrevs av Constantini 1926. Melanargia atthis ingår i släktet Melanargia och familjen praktfjärilar. Inga underarter finns listade i Catalogue of Life.